# Ferdinando Zannetti
Ferdinando Zannetti (Monte San Savino, 31 marzo 1801 – Firenze, 3 marzo 1881) è stato un medico e chirurgo italiano.
È soprattutto famoso per aver curato la gamba di Giuseppe Garibaldi.

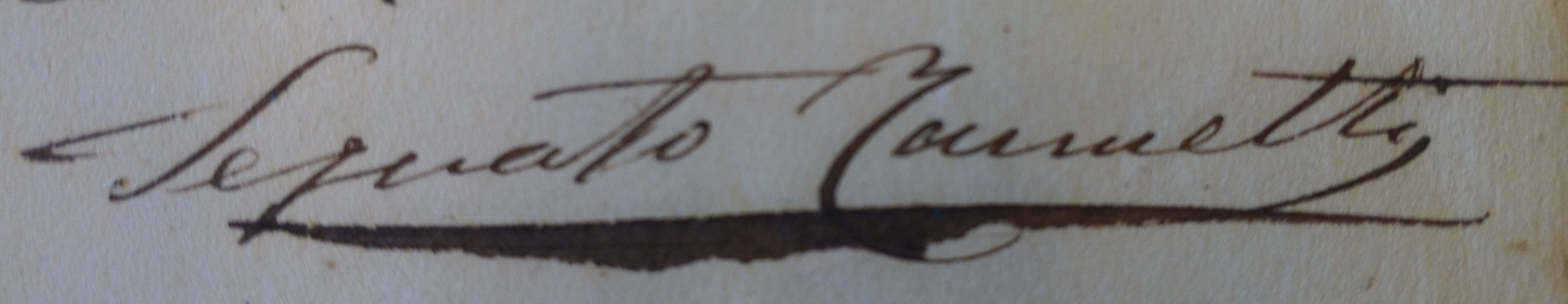
Firma di Zannetti in una minuta, fasc. 31/7, Biblioteca Biomedica dell'Università degli studi di Firenze

## Biografia

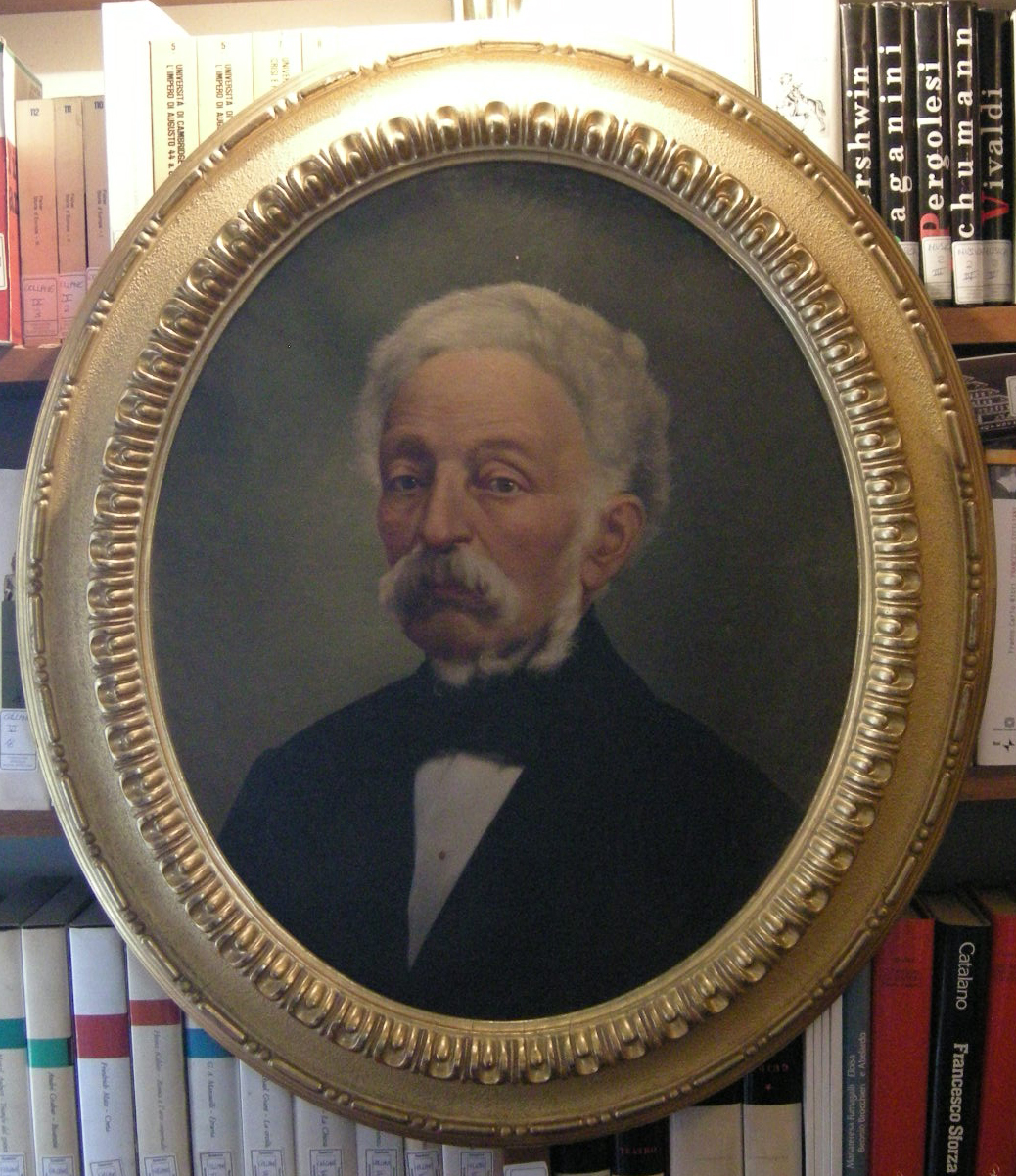
Ritratto, Fondo Zannetti

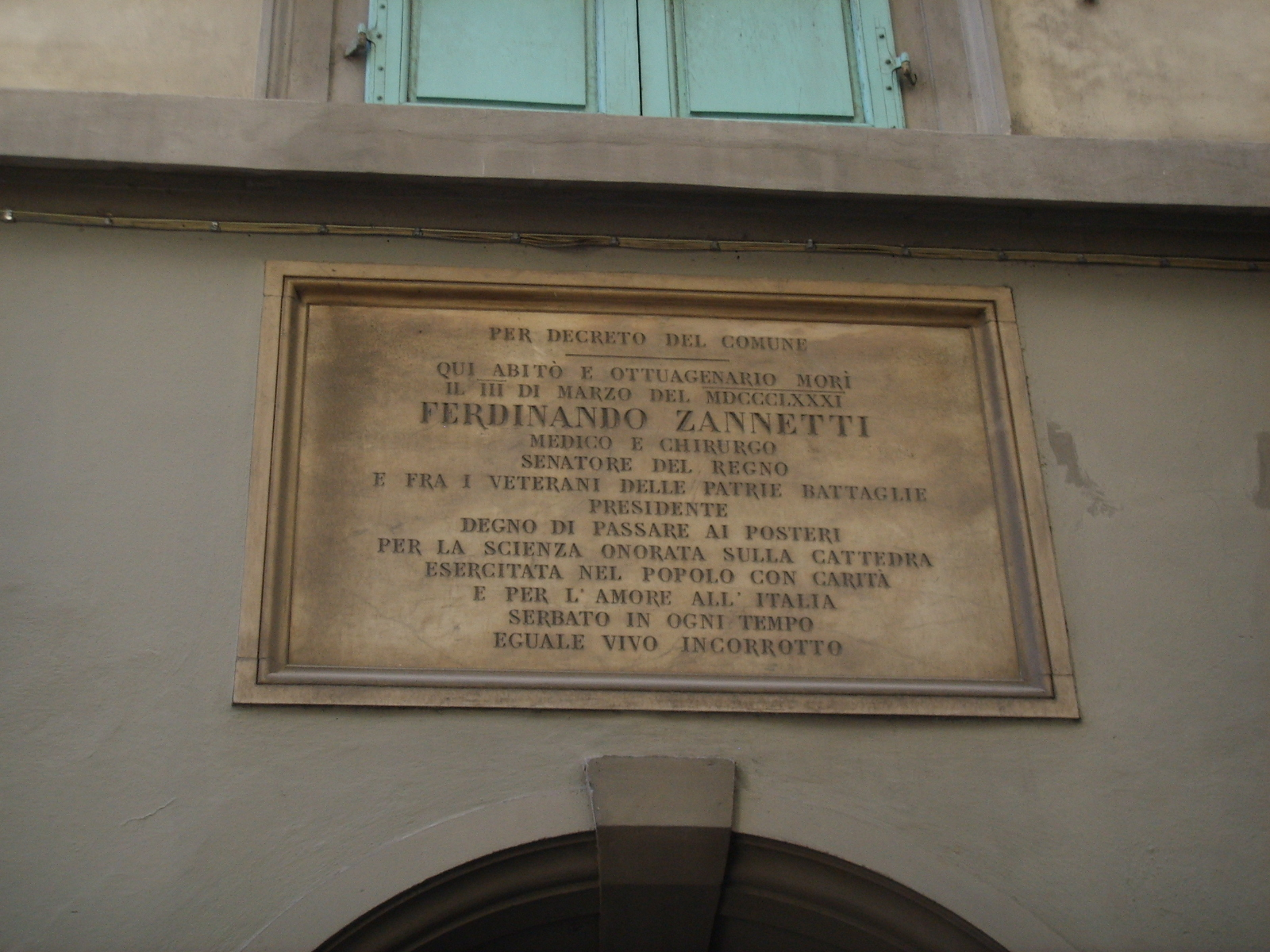
La lapide commemorativa di Ferdinando Zannetti in via de' Conti 1 a Firenze

Nato il 31 marzo 1801 a Monte San Savino, un centro agricolo e artigianale nella Val di Chiana, in provincia di Arezzo, da Francesco, Commissario regio lorenese proveniente da Galeata in Romagna e da Anna Cerboni, rimase presto orfano di padre e la famiglia dovette trasferirsi a Firenze in Borgo San Niccolò. Qui frequentò le Scuole Pie dei padri Scolopi e il 28 aprile 1826 si immatricolò in chirurgia. 
Il 6 giugno 1828 si laureò in medicina all'Università di Pisa e il 16 maggio 1829 il Collegio medico gli conferiva la matricola per il libero esercizio della professione medica. Dopo essersi trasferito a Firenze per esercitare la professione, si fece notare dall'élite scientifica fiorentina come medico e chirurgo di talento, tanto che gli fu assegnata la cattedra di Clinica Chirurgica nella Scuola di Perfezionamento di Firenze e quella di Anatomia presso l'Ospedale di S. Maria Nuova di Firenze.
Il 21 aprile ottenne la nomina di chirurgo fiscale e il 12 maggio 1830 l'incarico di professore di anatomia umana. Il 15 maggio 1831 fu incaricato dell'insegnamento di anatomia pittorica all'Accademia di belle arti di Firenze e dal 27 dicembre direttore degli stabilimenti anatomici. Tra coloro che risultano suoi allievi all'Accademia nel 1831, l'artista fiorentino Giuseppe Moricci 13 marzo 1844 gli dedicò un disegno a matita su carta, Testa di cadavere, attualmente conservato presso la Biblioteca Biomedica dell'Università degli studi di Firenze.
Il 15 gennaio 1846 veniva incaricato della supplenza di anatomia e dell'insegnamento di anatomia patologica.

## Medico e patriota del Risorgimento
In quegli anni cresceva anche l'impegno attivo di Ferdinando Zannetti nella vita politica del Paese, come dimostra la sua pubblicazione del 1848 Necessità di una riforma della Guardia Civica e alcune idee fondamentali per effettuarla. 
Allo scoppiare della prima guerra di indipendenza il 21 marzo 1848 partì come volontario con i Camerati della Quarta Compagnia del Primo Battaglione della Civica fiorentina e in aprile venne nominato dal Generale conte d'Arco Ferrari capo del Servizio Sanitario dell'Armata toscana in Lombardia che il 29 maggio 1848 prese parte alle battaglia di Curtatone e Montanara. Il Rendiconto generale del Servizio Sanitario, dedicato "Ai giovani alunni dell'Arcispedale di Santa Maria Nuova", fu da lui pubblicato solo nel 1850, ma la battaglia gli valse la medaglia d'oro al valor militare per la puntuale ed efficace organizzazione degli ospedali da campo. L'idea, disattesa dal governo, era quella di fornire un piano funzionale per l'organizzazione dei soccorsi sul campo di battaglia.
Rientrato nel Granducato nell'agosto 1848, fu accolto dai democratici e dai circoli popolari; fu ritratto mentre curava un soldato ferito sul campo di battaglia in un dipinto di Giuseppe Moricci, conservato presso la sede della Fondazione Spadolini-Nuova Antologia.
Convinto sostenitore della causa unitaria, nel 1849 appoggiò apertamente la Repubblica Toscana che lo incaricò di istituire un esercito repubblicano, la Guardia Nazionale o milizia civica come veniva chiamata allora, di cui poi divenne generale il 13 febbraio 1849.
Partecipò, con Ubaldino Peruzzi, Guglielmo Digny, Luigi Casamorata, Vincenzio Manteri e Goffredo Angelotti, a un consiglio per creare un nuovo regolamento per rifondare la milizia dello Stato di Toscana.
Da alto funzionario della Repubblica Toscana cercò di mediare tra le diverse fazioni della turbolenta neonata repubblica, soprattutto in merito alla rivolta di Livorno e al destino di Guerrazzi.
Poco prima della caduta della repubblica, quando già si negoziava il ritorno del Granduca, Zannetti il 19 aprile 1849 si dimise dalla carica di generale della Guardia Nazionale, il 27 luglio rifiutò la decorazione dell'Ordine di San Giuseppe, benemerenza granducale offerta anche agli ufficiali austriaci contro cui aveva combattuto in passato, così che il 30 luglio fu destituito con decreto governativo da tutti i suoi incarichi. Con la restaurazione dei Lorena venne epurato per tradimento e gli fu tolta la cattedra universitaria per i suoi ideali repubblicani. Partecipò a riunioni clandestine di patrioti organizzate dal marchese Ferdinando Bartolommei nel suo palazzo in via Lambertesca a Firenze e fu interrogato come testimone dalla Prefettura del Compartimento di Firenze. Insieme ad altri patrioti, si impegnò nel sostegno dell'indirizzo repubblicano di Giuseppe Mazzini, riunendosi in una Lega che rientrava in un movimento rivoluzionario più ampio. Il 23 aprile 1859 partecipò all'incontro del Comitato rivoluzionario presso l'abitazione del barone Bettino Ricasoli con Giuseppe Dolfi, da cui poi scaturì la rivoluzione che portò alla caduta della dinastia lorenese asburgica in Toscana. Nel nuovo governo toscano, il barone Bettino Ricasoli sostituì Ubaldino Peruzzi e Ferdinando Bartolommei fu eletto sindaco di Firenze; Zannetti fu nominato deputato, vicepresidente dell'assemblea toscana e consigliere comunale di Firenze. 
Anche se aveva continuato con successo a esercitare privatamente la professione medica, solo dopo la fine del granducato venne reintegrato all'insegnamento universitario ed eletto alla Consulta toscana. Dal dicembre 1859 riprese l'insegnamento nell'appena nato Istituto di Studi Pratici e di Perfezionamento, che aveva incorporato la Scuola Medico-chirurgica di Santa Maria Nuova, ricoprendo la cattedra di Clinica chirurgica fino al 1870.
Convinto sostenitore della guerra all'Austria, si arruolò come medico chirurgo in Capo all'Armata toscana, in risposta all'appello di Giuseppe Garibaldi nella seconda guerra d'indipendenza. Dopo l'armistizio di Villafranca e le nuove elezioni, Zannetti nel 1860 fu chiamato a far parte del Senato del Regno d'Italia, assunse la Direzione del Consiglio Superiore di Sanità Militare e fu membro della Direzione provvisoria della Guerra in Toscana. Anche durante l'impresa dei Mille offrì il suo contributo e continuò a partecipare attivamente agli incontri del Comitato d'azione diretto da Giuseppe Dolfi. Fece parte della commissione per lo Statuto della Fratellanza artigiana italiana.
In veste di celebre chirurgo, di stimato accademico e soprattutto di comprovato liberale, fu chiamato a Pisa, ad estrarre la pallottola incastrata nel piede destro del generale Garibaldi ferito in Aspromonte il 29 agosto 1862, evitandogli così l'amputazione. Garibaldi prigioniero e ferito, era stato ricoverato presso l'albergo delle Tre Donzelle a Pisa a seguito di amnistia. Dopo mesi di consultazioni tra luminari e specialisti stranieri, di cui si è conservata una ricca documentazione, il 23 novembre 1862 alle ore 10 Zannetti eseguì l'intervento assistito da altri medici. Ricevette una medaglia dai patrioti del Perù, conservata presso la Fondazione Spadolini-Nuova Antologia.
Il 27 luglio 1862 era stato iniziato in Massoneria nella Loggia La Concordia di Firenze e il 4 luglio 1870 divenne Maestro massone.
Alla sua scomparsa, la città di Firenze gli intitolò una via e pose una lapide commemorativa sulla porta della sua residenza fiorentina che recita: Qui abitò ed ottuagenario morì il III di' di marzo del MDCCCLXXXI Ferdinando Zannetti, medico chirurgo, senatore del regno e, fra i veterani delle patrie battaglie, presidente. Degno di passare ai posteri per la scienza onorata sulla cattedra esercitata nel popolo con carità e per l'amore all'Italia serbato in ogni tempo eguale, vivo e incorrotto.

## Archivio personale
L'archivio di Ferdinando Zanetti è articolato in tre sezioni conservate rispettivamente in tre luoghi diversi. 
Il primo fondo (1801 - 1886) comprende: Perizie, Materiale didattico e corrispondenza relativa all'attività medico chirurgica, Studi preparatori a pubblicazioni, Corrispondenza e scritti riguardanti l'attività municipale e militare. Si può supporre che le carte siano state donate a S. Maria Nuova insieme alla biblioteca dagli eredi di Ferdinando poco dopo la sua morte, avvenuta a Firenze il 3 marzo 1881, e che poi siano giunte negli attuali locali della biblioteca di Careggi in seguito al trasferimento del materiale librario appunto da S. Maria Nuova nel 1937. Attualmente è conservato presso la Biblioteca biomedica dell'Università degli studi di Firenze. Fa parte del fondo anche la ricca "libreria" di più di millecinquecento volumi a stampa, in gran parte trattati di medicina dell'Ottocento, ma anche delle cinquecentine e dei pregiati atlanti anatomici. 
Un secondo fondo (secoli XIX-XX) denominato "Carte Rubieri-Zannetti", consta di due parti distinte che pervennero ai fratelli Zannetti nel 1879 per eredità dello zio materno Ermolao Rubieri e nel 1881 per eredità dello zio paterno Ferdinando Zannetti. Successivamente le carte furono ereditate da Maria Solari, ultima discendente delle stinte famiglie Rubieri e Zannetti, che nel 1961 le cedette all'Amministrazione provinciale di Firenze che le acquisì per la propria biblioteca storica. 
Un terzo fondo (1850 - prima metà sec. XXI) è stato donato dalla famiglia Zannetti alla Fondazione Spadolini Nuova Antologia dove è conservato. Dei documenti del fondo fanno parte anche documenti e cimeli raccolti da Giovanni Spadolini nel corso della sua carriera di studioso e collezionista relativi a Giuseppe Garibaldi.

## Opere maggiori
- Necessità di una riforma della guardia civica e alcune idee fondamentali per effettuarla - Prof. F. Zannetti, 1848, Firenze, su books.google.it.
- La trapanazione del cranio dell'uomo riconfermata nella pratica dell'alta chirurgia Zannetti Annali universali di medicina e chirurgia, Volume 247, Fascicolo 741 (mar, 1879), p. 269, su emeroteca.braidense.it.
- Struttura innormale di parti genitali muliebri Zannetti Annali universali di medicina, Volume 54, Fascicolo 161 e 162 (giu, 1830), p. 602, su emeroteca.braidense.it.
- Studj sopra i ferimenti del cuore più specialmente per la utilità della pratica medico-forense. (Estratto) Zannetti Annali universali di medicina, Volume 14, Fascicolo 450 (dic, 1854), p. 501, su emeroteca.braidense.it.
- Sull'anchilosi Zannetti Annali universali di medicina, Volume 54, Fascicolo 161 e 162 (giu, 1830), p. 598, su emeroteca.braidense.it.

Rendiconto Generale del servizio sanitario dell'armata toscana spedita in Lombardia per la guerra dell'indipendenza compilato dal Prof. Ferdinando Zannetti Chirurgo in capo della detta armata. Firenze. Tipografia Italiana 1850